# U-339 (tàu ngầm Đức)
U-339 là một tàu ngầm tấn công  Lớp Type VII thuộc phân lớp Type VIIC được Hải quân Đức Quốc Xã chế tạo trong Chiến tranh Thế giới thứ hai. Nhập biên chế năm 1942, nó chỉ thực hiện được một chuyến tuần tra duy nhất và không đánh chìm được mục tiêu nào, trước khi bị hư hại nặng bởi mìn sâu thả từ máy bay trong biển Na Uy vào ngày 26 tháng 3, 1943. U-339 được rút về làm nhiệm vụ huấn luyện cho đến khi Thế Chiến II đi vào giai đoạn kết thúc, và bị đánh chìm gần Wilhelmshaven trong khuôn khổ Chiến dịch Regenbogen vào ngày 5 tháng 5, 1945 nhằm tránh bị lọt vào tay lực lượng Đồng Minh.

## Thiết kế và chế tạo

### Thiết kế

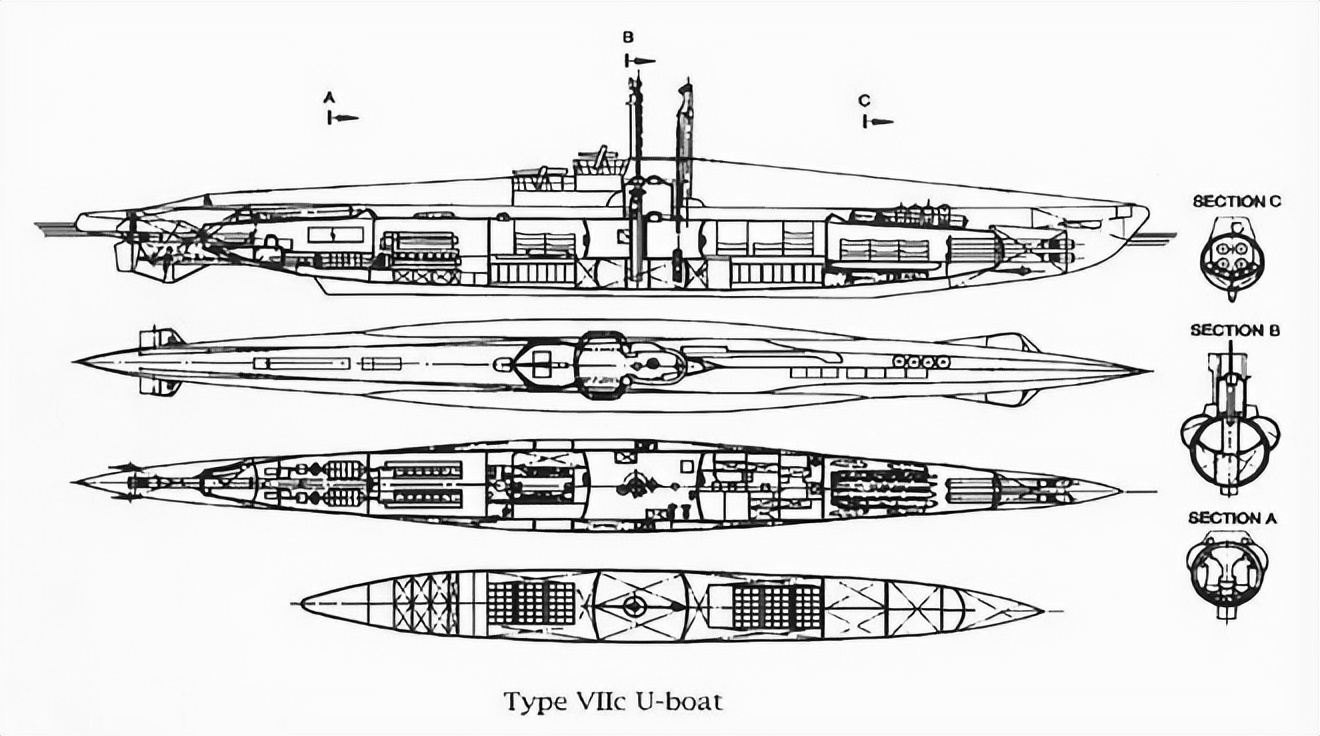
Sơ đồ các mặt cắt một tàu ngầm Type VIIC

Phân lớp VIIC của Tàu ngầm Type VII là một phiên bản VIIB được kéo dài thêm. Chúng có trọng lượng choán nước 769 t (757 tấn Anh) khi nổi và 871 t (857 tấn Anh) khi lặn). Con tàu có chiều dài chung 67,10 m (220 ft 2 in), lớp vỏ trong chịu áp lực dài 50,50 m (165 ft 8 in), mạn tàu rộng 6,20 m (20 ft 4 in), chiều cao 9,60 m (31 ft 6 in) và mớn nước 4,74 m (15 ft 7 in).
Chúng trang bị hai động cơ diesel Germaniawerft F46 siêu tăng áp 6-xy lanh 4 thì, tổng công suất 2.800–3.200 PS (2.100–2.400 kW; 2.800–3.200 bhp), dẫn động hai trục chân vịt đường kính 1,23 m (4,0 ft), cho phép đạt tốc độ tối đa 17,7 kn (32,8 km/h), và tầm hoạt động tối đa 8.500 nmi (15.700 km) khi đi tốc độ đường trường 10 kn (19 km/h). Khi đi ngầm dưới nước, chúng sử dụng hai động cơ/máy phát điện Garbe, Lahmeyer & Co. RP 137/c  tổng công suất 750 PS (550 kW; 740 shp). Tốc độ tối đa khi lặn là 7,6 kn (14,1 km/h), và tầm hoạt động 80 nmi (150 km) ở tốc độ 4 kn (7,4 km/h). Con tàu có khả năng lặn sâu đến 230 m (750 ft).
Vũ khí trang bị có năm ống phóng ngư lôi 53,3 cm (21 in), bao gồm bốn ống trước mũi và một ống phía đuôi, và mang theo tổng cộng 14 quả ngư lôi, hoặc tối đa 22 quả thủy lôi TMA, hoặc 33 quả TMB. Tàu ngầm Type VIIC bố trí một hải pháo 8,8 cm SK C/35 cùng một pháo phòng không 2 cm (0,79 in) trên boong tàu. Thủy thủ đoàn bao gồm 4 sĩ quan và 40-56 thủy thủ.

### Chế tạo
U-339 được đặt hàng vào ngày 17 tháng 12, 1940, và được đặt lườn tại xưởng tàu của hãng Nordseewerke ở Emden vào ngày 7 tháng 7, 1941. Nó được hạ thủy vào ngày 30 tháng 6, 1942, và nhập biên chế cùng Hải quân Đức Quốc Xã vào ngày 25 tháng 8, 1942 dưới quyền chỉ huy của Hạm trưởng, Đại úy Hải quân Georg-Wilhelm Basse.

## Lịch sử hoạt động
Sau khi hoàn tất việc huấn luyện và chạy thử máy trong thành phần Chi hạm đội U-boat 8 tại Danzig, U-339 được điều sang Chi hạm đội U-boat 11 từ ngày 1 tháng 3, 1943 để hoạt động trên tuyến đầu, và lại được điều sang Chi hạm đội U-boat 22 từ ngày 1 tháng 4, 1943.
U-339 thực hiện một chuyến đi ngắn từ cảng Kiel, Đức đến cảng Bergen, Na Uy từ ngày 16 đến ngày 20 tháng 3, rồi xuất phát từ đây vào ngày 22 tháng 3 cho chuyến tuần tra duy nhất trong chiến tranh để hoạt động trong biển Na Uy. Chỉ bốn ngày sau đó 26 tháng 3, chiếc tàu ngầm bị hư hại nặng bởi sáu quả mìn sâu thả từ một thủy phi cơ PBY Catalina thuộc Liên đội 190 Không quân Hoàng gia Anh xuất phát từ quần đảo Faroe. Nó buộc phải kết thúc chuyến tuần tra và quay trở về cảng Trondheim vào ngày 28 tháng 3. Sau khi quay trở lại cảng Kiel vào đầu tháng 4, U-339 được xem là không còn phù hợp cho hoạt động tác chiến, nên được rút về để hoạt động như một tàu huấn luyện.
U-339 được cho xuất biên chế vào ngày 23 tháng 2, 1945. Khi Thế Chiến II đi vào giai đoạn kết thúc, con tàu bị đánh chìm gần Wilhelmshaven trong khuôn khổ Chiến dịch Regenbogen vào ngày 5 tháng 5, 1945, nhằm tránh bị lọt vào tay lực lượng Đồng Minh.